# 非裔土耳其人
非裔土耳其人，是指祖先是黑奴的土耳其人，他們祖先因奴隸貿易來到奧斯曼帝國。

## 歷史
從幾個世紀前開始，一些非洲人從尼日爾、肯雅、蘇丹經桑給巴爾運到奧斯曼帝國，定居在達拉曼、伊茲密爾、蓋迪茲、馬納夫加特和Çukurova。
他們一些人則本來生活在克里特島，但因1923年希臘土耳其人口互換被送回安納托利亞的愛琴海岸。
他們在奧斯曼帝國主要作為後宮宦官和士兵。